# Castell Narbonès
El castell Narbonès (en occità castèl Narbonés, en francès château Narbonnais) era l'antic castell comtal de la ciutat de Tolosa. Avui desaparegut, estava emplaçat on hi ha ara el Palau de Justícia de Tolosa, a l'angle que formen les actuals avinguda de Jules Guesde i la plaça del Parlament, al costat de la plaça del Salin.

## Història
La seva construcció va començar el 1155, sota el govern de Ramon V, i es va perllongar fins a l'any 1175. L'emplaçament triat va ser al sud de la ciutat, i va afectar un pany de la muralla romana del segle I dC. També va desplaçar cap a l'oest l'antiga Porta Narbonesa, construïda com la resta de la muralla romana de Tolosa en època d'August i que va donar el nom a l'edifici. Com a residència dels comtes de Tolosa, va tenir molt de protagonisme durant la croada albigesa. Quan el 1214 Simó de Montfort es va apoderar de la ciutat va remodelar les defenses del castell i el va aïllar de la ciutat, en aquells moments molt hostil a la presència dels croats. No serà fins al període reial que la fortalesa no es va tornar a integrar en les defenses de Tolosa.
A partir del 1271, un cop el comtat de Tolosa va ser agregat al Regne de França, el castell Narbonès va ser reestructurat. Es van construir nous edificis al voltant de la vella fortalesa, en un conjunt que acollia al senescal de Tolosa, al veguer i els serveis reials. Amb l'administració reial desplegada i el desenvolupament experimentat a partir d'aquell moment de la funció judicial, el castell Narbonès es va consolidar com l'espai destinat a les audiències judicials i va acollir, per exemple, el judici contra els templers a principis del segle xiv.
Noves remodelacions van afectar l'estructura de l'edifici durant el segle xv, motivades sobretot per la creació del Parlament de Tolosa el 1422, que en farà la seva seu. Es va adovellar una gran sala a la planta baixa, abans de la construcció el 1492 de l'edifici de la Gran Sala que va estendre més a l'est les dependències de la fortalesa. Fou en aquesta Gran Sala que es va celebrar el judici contra Martin Guèrra el 1560 i el de Joan Calas el 1762. Aquest espai encara existeix avui.
Finalment, i malgrat totes les rehabilitacions practicades al castell al llarg dels anys, la fortalesa medieval, massa vetusta, va ser enderrocada durant els anys 1550-1555 per Nicolas Bachelier, l'arquitecte de nombrosos edificis tolosans d'estil renaixentista.
El castell Narbonès surt representat a l'escut de la ciutat de Tolosa, al costat de la creu occitana i la basílica de Sant Serni.

## Estructura
Algunes restes conservades del castell i els estudis realitzats gràcies a les excavacions arqueològiques dels anys 1999-2006 demostren que devia estar construït en maó. Tanmateix hi ha poques referències que permetin descriure com era realment el conjunt fortificat. La seva representació en algunes pintures, gravats o segells han estat l'única font d'informació sobre el seu aspecte abans de l'arribada de l'arqueologia. D'aquestes imatges s'ha pogut saber que el castell Narbonès tenia una estructura bàsica composta d'una cort central envoltada de muralles i quatre torres emmerletades que en sobresortiren; aquestes torres rebien el nom de Torre dels Sacs, Torre de sire Claude, Torre de la Geyne i Torre Gallarda o del Rellotge.
El castell estava protegit per fosses, les quals van patir diverses modificacions, sobretot durant el transcurs de la croada albigesa. La fossa més important feia 7 m de profunditat i la seva excavació va permetre l'estudi de la torre del rellotge, la muralla i el seu talús, tots aquests elements construïts en maó. Les excavacions arqueològiques van posar al descobert un sistema defensiu compost per dues fosses exteriors amb un espai intermedi d'uns 80 metres d'amplada. La primera fossa, la més propera a les muralles, feia 20 metres d'ample i tenia una profunditat d'uns 2 metres; a cada costat tenia un mur que formava un angle de 45° i estava plena d'aigua. La segona fossa tenia al voltant de 6 metres d'amplada.
Pel que fa a l'edifici l'arqueologia va ratificar que l'estructura original era un bloc quadrat massís de 40 metres de costat. Estava flanquejat per dues torres, una de les quals va aprofitar la base d'una de les antigues torres de defensa que protegien la porta Narbonesa. l'altra torre era rectangular i amidava 18x10 metres; s'ha calculat que podria haver tingut una alçada de 35 metres.

## Restes conservades
Les restes desenterrades pels arqueòlegs no van ser destruïdes. A causa de la seva importància històrica es van integrar en el nou edifici del Palau de Justícia, i avui són visibles en un espai del subsòl que és visitable. Per altra banda hi ha altres elements que s'han conservat de l'antiga estructura. Existeixen murs integrats a l'estructura del Palau de Justícia, i al Jardí de les Plantes de Tolosa hi van reconstruir un tros del mur amb finestres de l'antic graner del molí del castell, encara en peus a principis del segle xx.